# Città Vecchia (Vilnius)
La Città vecchia di Vilnius (in lituano Vilniaus senamiestis, in polacco Stare Miasto w Wilnie, in bielorusso Стары горад у Вільнюсе?, in russo Старый город в Вильнюсe?), uno dei maggiori centri storici medievali sopravvissuti in Europa settentrionale, copre un'area di 3,59 km² e comprende 74 quartieri, 70 strade e vicoli che numerano 1.487 edifici su una superficie totale di 1.497.000 m². La parte più antica della capitale della Lituania si è sviluppata nel corso di molti secoli, è stata inevitabilmente plasmata dalla storia della città e da un'influenza culturale in costante mutamento nei secoli. Si tratta di un luogo dove convivono vari stili architettonici europei, ovvero quello gotico, quello rinascimentale, barocca e neoclassico.
Via Pilies è l'arteria principale della città vecchia e il fulcro delle attività gastronomiche e dei mercati di strada. La strada più frequentata di Vilnius, viale Gediminas, si trova in parte nel centro storico: le piazze centrali della città vecchia sono la piazza della Cattedrale e piazza Municipio.
Di notevole gradevolezza è il complesso architettonico dell'Università di Vilnius, che si snoda lungo gran parte del centro storico e con 13 cortili. È stato selezionato per rappresentare la Lituania nel parco Mini-Europe a Bruxelles.
Dal 1994 il centro storico di Vilnius rientra nella lista dei patrimoni dell'umanità UNESCO (n. 541) riconoscendone il suo valore universale e la sua originalità. Nelle motivazioni che hanno portato all'iscrizione, si legge che si tratta di una delle città vecchie meglio conservate del Vecchio Continente che vanta anche il più esteso centro storico barocco di tutta l'Europa orientale e centrale. La definizione stessa di "centro storico" ha un significato più ampio rispetto a città vecchia, poiché in precedenza circondata da mura difensive. Il sito comprende preziosi sobborghi storici di Vilnius, come Užupis, che storicamente si trovava al di fuori dei confini comunali. Per questo motivo, Užupis è spesso considerata una parte della città vecchia di Vilnius.

## Storia
La città vecchia ospita un certo numero di edifici ancora perfettamente conservati risalenti a epoche incluse tra il XIV e il XIX secolo. I resti più antici comprendono strutture religiosi in stile gotico realizzate in mattoni volti a ospitare monasteri francescani, domenicani, padri bernardini, sedi delle gilde dei mercanti e chiese ortodosse. Lo stile dominante nel centro storico è però il barocco, poiché corrisponde al periodo di più intensa attività edile, specie nel campo ecclesiastico: si pensi infatti soprattutto a chiese cattoliche, ortodosse e monasteri, ultimate anche con il supporto di architetti italiani. Tra gli edifici barocchi più famosi di Vilnius si possono annoverare: la chiesa di San Casimiro del 1604, quella di San Pietro nel secondo quarto del XVIII secolo, la chiesa di San Giovanni con il suo campanile e alcuni edifici del complesso architettonico dell'Università di Vilnius sempre della seconda metà del secolo. Dal XIII al XVIII secolo, Vilnius appariva come il centro politico per eccellenza del Granducato di Lituania e ciò ebbe una grande influenza sullo sviluppo culturale e architettonico dell'Europa orientale.

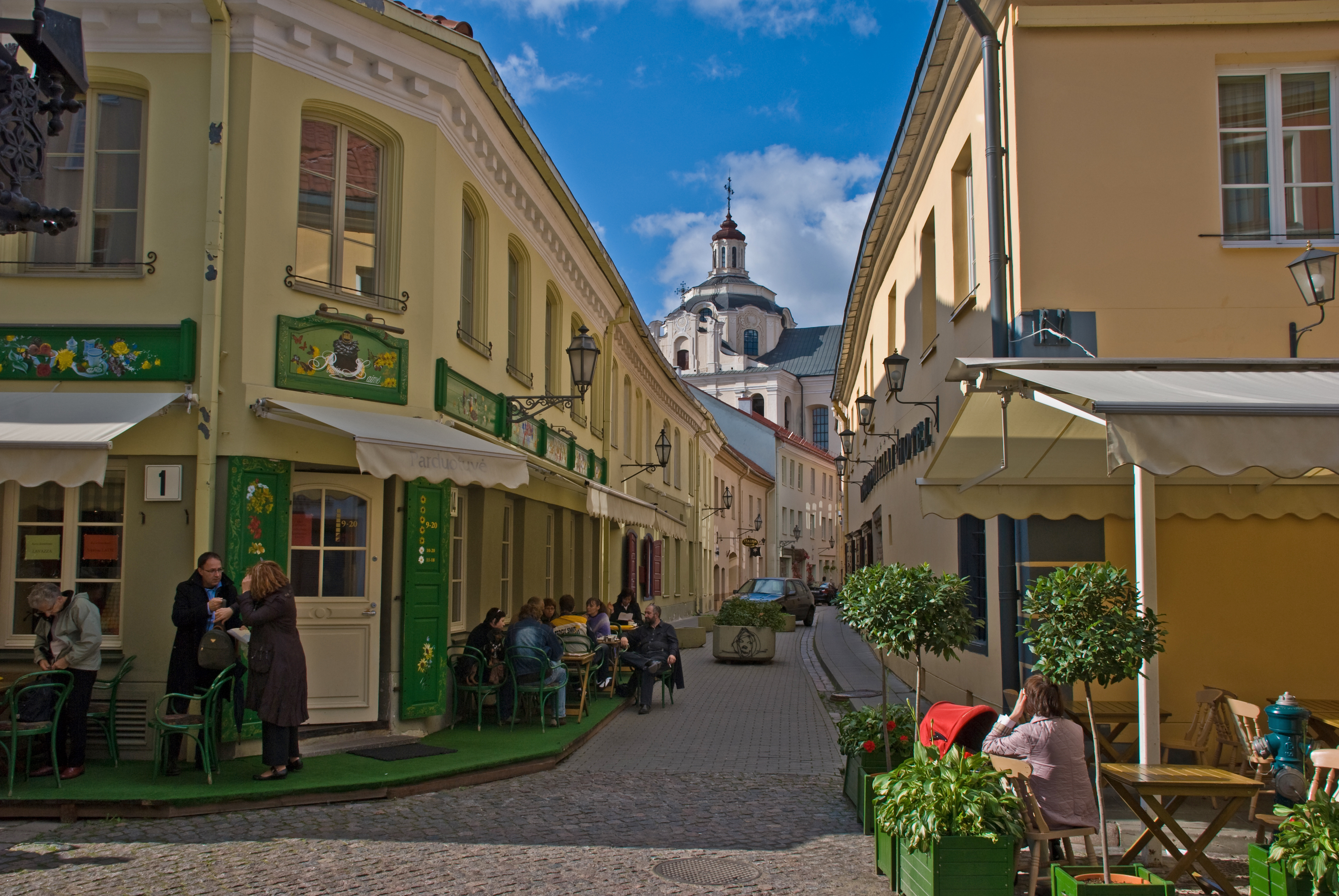
Scorcio della città vecchia

Nella città vecchia è situata la Collina del Castello, in cima alla quale svetta la Torre di Gediminas e i resti delle fortificazioni del Castello Superiore. Ai piedi dell'altura è localizzata la Piazza della Cattedrale, dove è stato di recente realizzato un monumento dedicato al granduca Gediminas. La via del castello va dalla Piazza della Cattedrale alla Piazza del Municipio, e le sue diramazioni principali, via Didžioji e via Aušros Vartų, conducono alle antiche mura difensive della città nei pressi della Porta dell'Aurora. Il municipio (costruito nel 1799 in stile neoclassico dall'architetto Laurynas Gucevičius) si trova nella piazza omonima, sviluppatasi nel XIV secolo in concomitanza con l'espansione della città. L'edificio costituiva e costituisce in parte ancora oggi un ruolo centrale nella pianta della città, originandosi dalla piazza circostante una struttura radiale. Dal 1941 al 1943 il ghetto di Vilnius rimase operativo nella città vecchia.
Dal 1994 il centro storico di Vilnius rientra nella lista dei patrimoni dell'umanità UNESCO (n. 541) riconoscendone il suo valore universale e la sua originalità. Dal 2007 la città mette a disposizione la possibilità di effettuare visite audioguidate per i turisti che si recano nei centri di informazione turistica situati nell'edificio del municipio e in via Vilniaus 22.

## Punti di riferimento
Esistono talmente tanti monumenti di interesse nella città vecchia che superano quelli di qualsiasi altra parte di Vilnius. Tra questi:

### Palazzi
- Palazzo presidenziale
- Palazzo Sluško
- Palazzo Radziwiłł
- Palazzo Tyzenhaus
- Complesso dei castelli di Vilnius con la Torre di Gediminas e il Palazzo Reale

### Monumenti religiosi
- Chiesa di Sant'Anna
- Cattedrale cattolica dei Santi Stanislao e Ladislao
- Chiesa di San Nicola
- Chiesa di Ognissanti
- Porta dell'Aurora
- Monumento delle Tre Croci
- Cattedrale ortodossa di Santa Maria Madre di Dio

### Altri luoghi di interesse
- Casa dei Firmatari
- Museo Nazionale della Lituania
- Teatro drammatico nazionale lituano
- Resti delle mura della città di Vilnius
- Chiesa del Santo Spirito